# Pristimantis pirrensis
Pristimantis pirrensis är en groddjursart som först beskrevs av Roberto Ibáñez och Crawford 2004.  Pristimantis pirrensis ingår i släktet Pristimantis och familjen Strabomantidae. IUCN kategoriserar arten globalt som otillräckligt studerad. Inga underarter finns listade i Catalogue of Life.